# Giovanni Lindo Ferretti
Giovanni Lindo Ferretti (né le 9 septembre 1953) est un auteur-compositeur-interprète et auteur italien. Il est considéré comme l'un des fondateurs de la musique punk rock italienne,,.